# De Westfries
De Westfries is sinds 2006 een ijsbaan bij de Noord-Hollandse stad Hoorn.
De baan ligt op het vrijetijdspark De Blauwe Berg, naast snelweg A7. 
De ijsbaan heeft een omtrek van 400 meter en daarbinnen ligt een ijshockeybaan van 60 bij 30 meter. De naam 'De Westfries' is gekozen omdat alle gemeenten in West-Friesland een financiële bijdrage aan de totstandkoming er van hebben geleverd. De naam laat zien dat het een ijsbaan van en voor de hele regio is. In het eerste seizoen, 2006/2007, kwamen er 259.000 bezoekers. 

## Grote wedstrijden
- Schaatsmarathon Hoorn
- 2008 - Challengers Cup
- 2008 - NK sprint junioren
- 2009 - NK afstanden junioren A + neosenioren
- 2010 - NK supersprint
- 2010 - NK afstanden junioren
- 2010/2011 - Holland Cup 3
- 2011 - NK allround junioren
- 2011/2012 - Holland Cup 4
- 2012/2013 - Holland Cup finale
- 2014 - NK marathon Jeugd
- 2015 - NK sprint junioren
- 2015 - NK afstanden junioren 3000/5000 meter

## Afbeeldingen

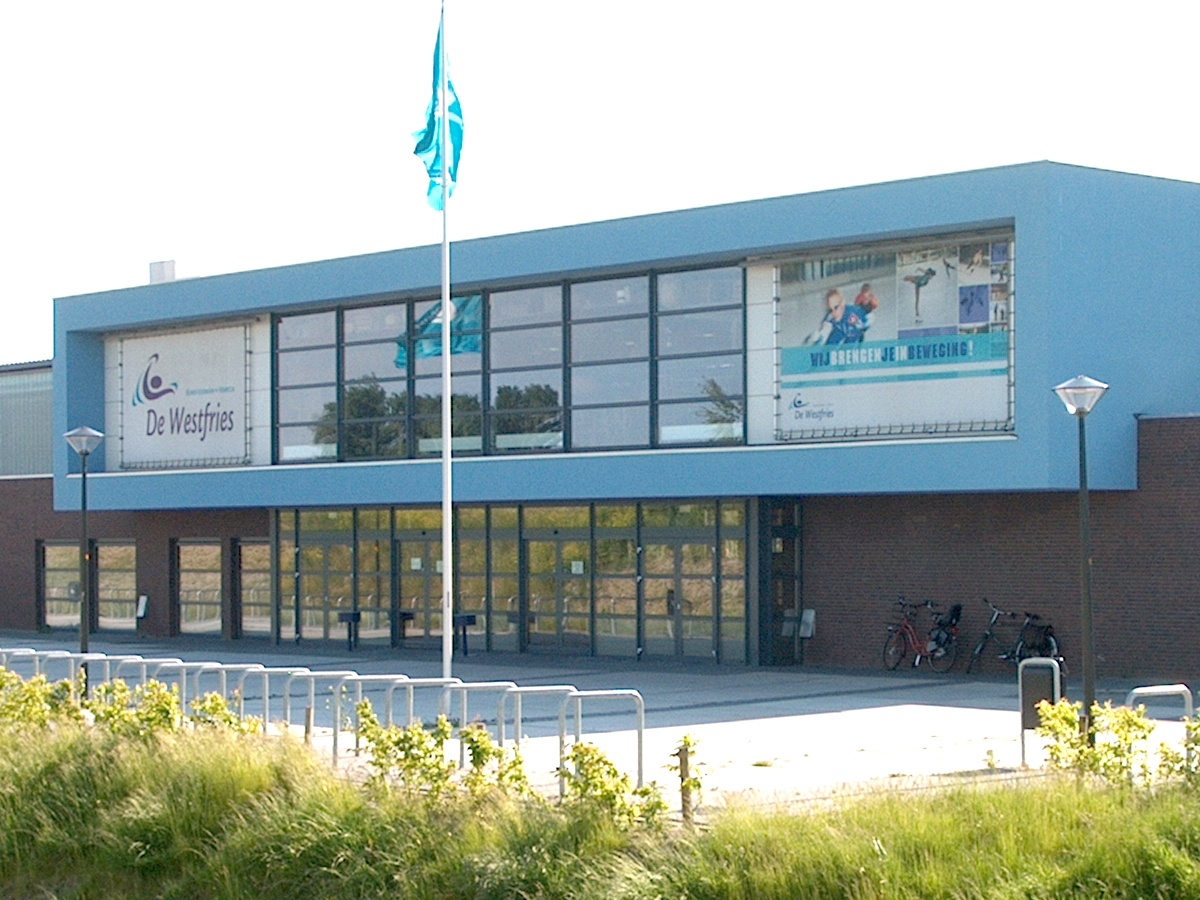
Entree, oostzijde
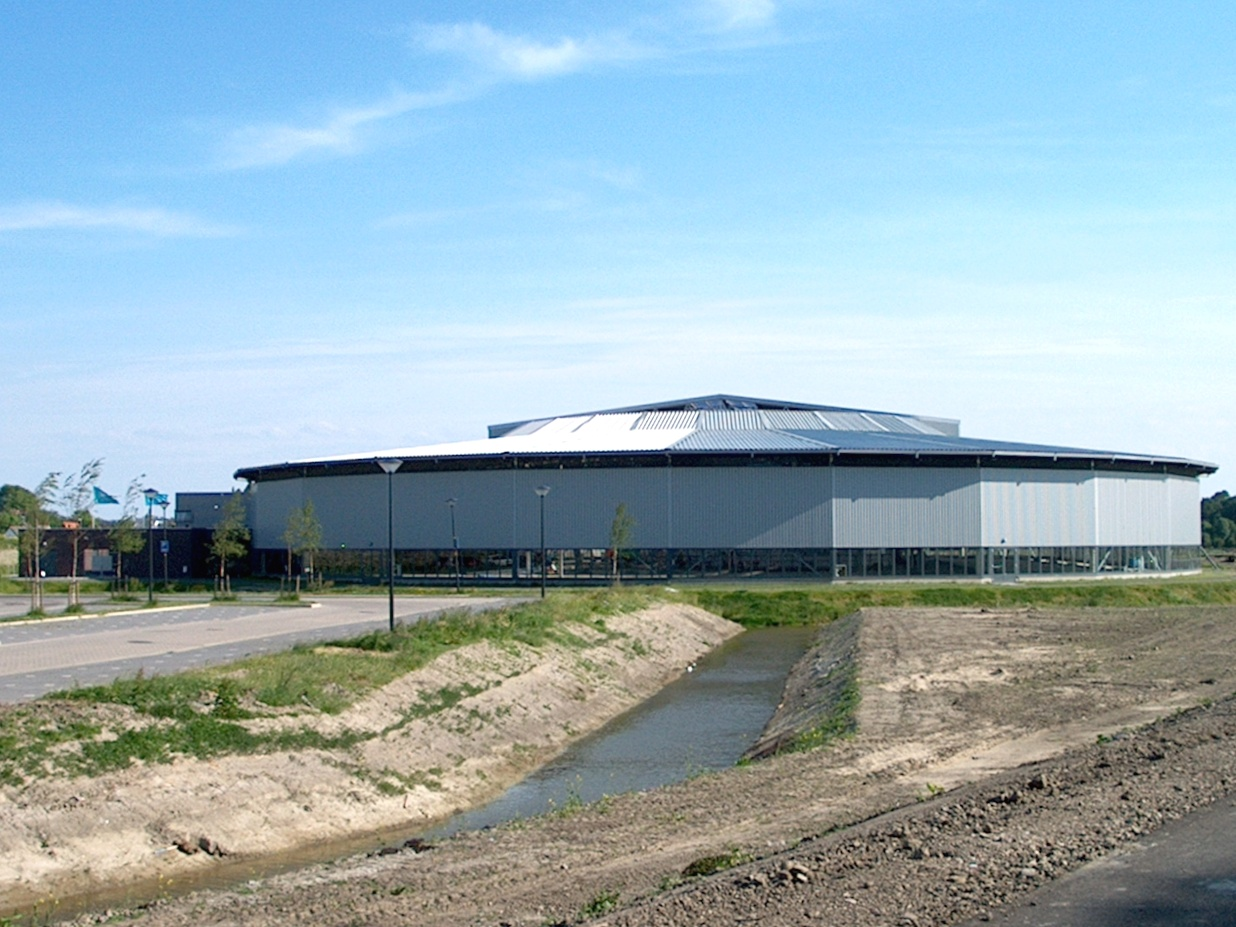
Noordzijde

## Baanrecords
| Afstand         | Schaatser       | Land | Tijd     | Datum         |
| --------------- | --------------- | ---- | -------- | ------------- |
| 100 m           | Michael Poot    | NED  | 09,80    | 23-01-2010    |
| 500 m           | Janno Botman    | NED  | 35,76    | 01-02-2025    |
| 1000 m          | Tim Prins       | NED  | 1.10,51  | 08-01-2023    |
| 1500 m          | Serge Yoro      | NED  | 1.49,30  | 07-01-2023    |
| 3000 m          | Patrick Roest   | NED  | 3.52,38  | 28-02-2015    |
| 5000 m          | Bob de Jong     | NED  | 6.33,13  | 16-01-2011    |
| 10.000 m        | Renz Rotteveel  | NED  | 13.42,78 | 21-03-2010    |
| 2×500 m         | Jesper Hospes   | NED  | 72,370   | 01-03-2013    |
| Sprintvierkamp  | Sjoerd de Vries | NED  | 145,670  | 01/02-03-2008 |
| Minivierkamp    | Thijs Roozen    | NED  | 156,203  | 26/27-11-2011 |
| Kleine vierkamp | Maurice Vriend  | NED  | 161,998  | 04/05-02-2011 |

| Afstand        | Schaatsster               | Land | Tijd     | Datum         |
| -------------- | ------------------------- | ---- | -------- | ------------- |
| 100 m          | Floor van den Brandt      | NED  | 10,57    | 02-02-2014    |
| 500 m          | Femke Kok                 | NED  | 39,15    | 07-12-2019    |
| 1000 m         | Naomi Verkerk             | NED  | 1.17,82  | 08-01-2023    |
| 1500 m         | Marrit Leenstra           | NED  | 2.00,03  | 21-03-2010    |
| 3000 m         | Melissa Wijfje            | NED  | 4.14,01  | 28-02-2015    |
| 5000 m         | Yvonne Nauta              | NED  | 7.20,52  | 15-03-2009    |
| 10.000 m       | Sandra Bijlert-Burgerhout | NED  | 19.15,02 | 11-02-2017    |
| 2×500 m        | Sophie Nijman             | NED  | 80,060   | 14/15-03-2009 |
| Sprintvierkamp | Marrit Leenstra           | NED  | 158,515  | 01/02-03-2008 |
| Minivierkamp   | Isabelle van Elst         | NED  | 172,285  | 29/30-11-2014 |